# Giuseppe Tanfani

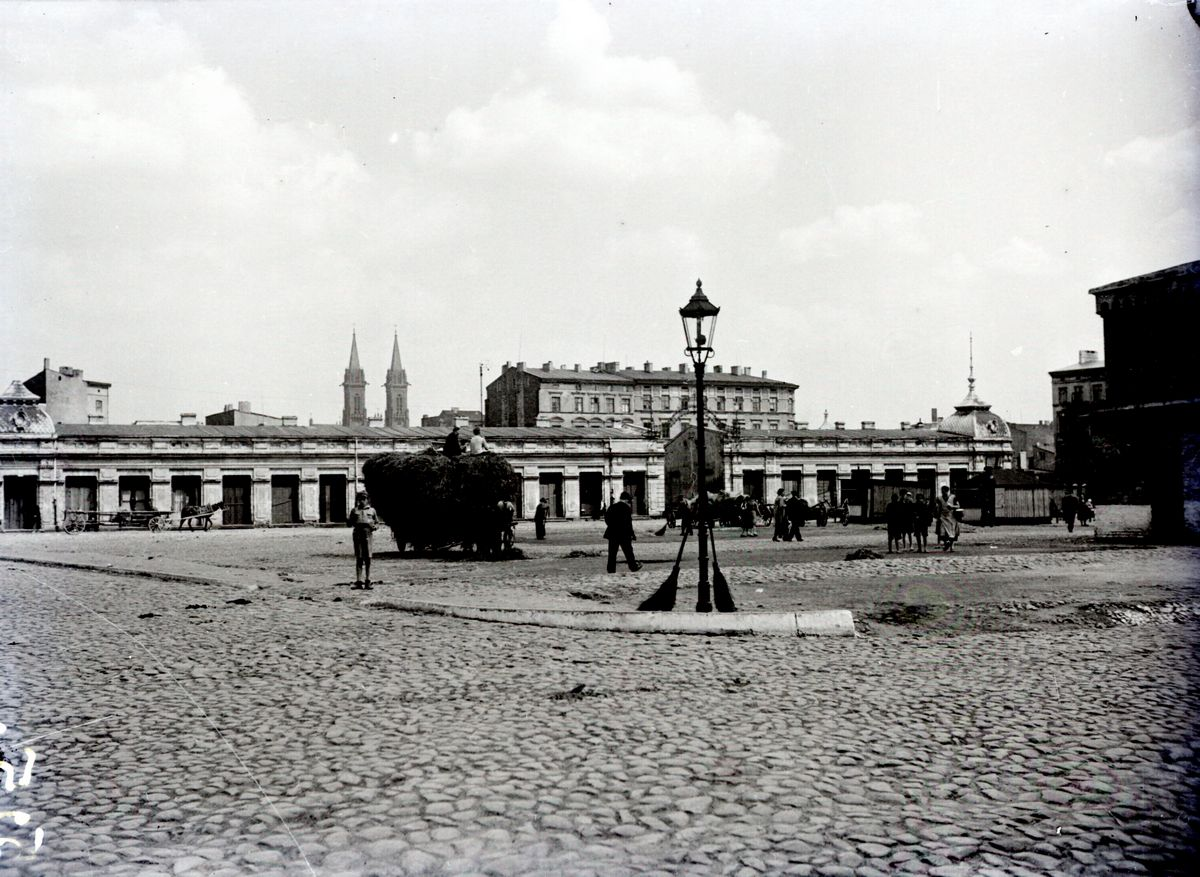
Hale targowe na placu Tanfaniego (1936)

Giuseppe Tanfani, także: Józef Tanfani oraz Giuseppe Wincenty Paweł Tanfani De Mantelto (ur. 23 marca 1858 we Włoszech, zm. 1935) – baron, włoski przedsiębiorca związany z Łodzią.

## Życiorys
O Giuseppe Tanfanim nie zachowały się liczne źródła zarówno włoskie, jak i polskie. Tanfani pochodził z Ankony, wywodził się z toskańskiej szlachty, która szlachectwo uzyskała w 1839. Należał do rodziny włoskich finansistów. W 1900 był jedynym Włochem należącym do łódzkiej burżuazji zdominowanej przez Niemców i Żydów.
Tanfani był zięciem Juliusza Heinzla – ożenił się z jego córką, Emilią Walerią, dzięki czemu został jednym z głównych udziałowców przedsiębiorstw teścia, w tym dyrektorem łódzkiej Fabryki Nici oraz członkiem jej zarządu. W okresie pełnienia funkcji dyrektorskich przez Tanfaniego w fabryce tej działało około 35,5 tys. wrzecion przędzalniczych oraz 10,3 tys. wrzecion niciarkowych, a fabrykę zasilały dwie maszyny parowe o łącznej sile 1600 KM. Ponadto Tanfani był także prezesem i członkiem zarządu Widzewskiej Manufaktury oraz członkiem rady nadzorczej Banca Commerciale Italiana – banku udzielającego pożyczek przedsiębiorstwu Heinzla.
W 1897 Tanfani zakupił w Łodzi plac (obecnie plac Piastowski), na którym odbywała się sprzedaż bydła i koni. W 1902 wybudował na nim, wg projektu Dawida Lande, hale bazarowe mieszczące około 150 sklepów. Ówczesna nazwa placu – plac Tanfaniego – nawiązywała do nazwiska założyciela targowiska. Na początku XX w. Tanfani był także skarbnikiem komitetu powołanego na rzecz budowy katedry św. Stanisława Kostki.
30 września 1905 Tanfani był świadkiem zabójstwa fabrykanta Juliusza Kunitzera, jednego z głównych udziałowców Widzewskiej Manufaktury. Do morderstwa doszło w momencie gdy mężczyzna wysiadał z tramwaju. Tym wydarzeniem zainspirowany został oparty na faktach kryminał „Tramwaj Tanfaniego”, w którym pojawia postać Giuseppe Tanfaniego.

### Życie prywatne
Żoną Tanfaniego była Emilia Waleria z domu Heinzel (1865–1945), z którą miał troje dzieci: Alicję Machiavelli (1887–1960), Stephanie Farinol (ur. 1890) i Humberta Juliusza Wiktora Tanfaniego (1895–1974).